# Astaena cordobana
Astaena cordobana är en skalbaggsart som beskrevs av Moser 1921. Astaena cordobana ingår i släktet Astaena och familjen Melolonthidae. Inga underarter finns listade.